# Neosadocus maximus
Neosadocus maximus is een hooiwagen uit de familie Gonyleptidae.